# Engagez-vous !
Engagez-vous ! est un livre de Stéphane Hessel et Gilles Vanderpooten publié en mars 2011.

## Contenu
Dans cet entretien entre deux générations que plusieurs décennies séparent – à l'époque, Stéphane Hessel a 93 ans et Gilles Vanderpooten en a 25 – le diplomate et ambassadeur de France reprend et développe un certain nombre de thématiques évoquées dans son précédent opuscule, Indignez-vous !, telles que les droits de l’homme, la lutte contre les inégalités ou l’écologie.
Revenant sur son parcours et sur ses engagements, Stéphane Hessel s’adresse plus particulièrement aux membres de la jeune génération, qu’il invite à s’indigner et à s’engager.
Il se dit notamment « préoccupé par l’écart incommensurable qui existe entre les forces politiques et la jeunesse française » et  mentionne « la dégradation de la planète et de l’environnement » comme « probablement le défi le plus mobilisateur pour la jeune génération ».

## Genèse de l’ouvrage
L’idée de ce livre d’entretien a été proposée à Stéphane Hessel par Gilles Vanderpooten, jeune étudiant investi dans le milieu associatif. 
Le texte de l’ouvrage a été élaboré à l’été 2009. Au terme d’une longue recherche d’éditeur, il a fini par trouver un écho auprès des éditions de l’Aube l’année suivante.

## Critiques
- « La richesse d'un échange où flottent le goût de la transmission et le désir d'un partage. D'un combat à l'autre, d'une génération à l'autre, Engagez-vous ! élargit le cadre d'une injonction théorique à la consignation des luttes concrètes actuelles : réduction de l'écart entre extrême pauvreté et richesses indécentes, éveil d'une conscience écologique, etc. »[3].